# Slatina nad Úpou
Slatina nad Úpou är en ort i Tjeckien. Den ligger i den nordöstra delen av landet, 120 km öster om huvudstaden Prag. Slatina nad Úpou ligger 368 meter över havet och antalet invånare är 279.
Terrängen runt Slatina nad Úpou är platt söderut, men norrut är den kuperad. Terrängen runt Slatina nad Úpou sluttar söderut. Runt Slatina nad Úpou är det ganska tätbefolkat, med 124 invånare per kvadratkilometer. Närmaste större samhälle är Trutnov, 14,7 km nordväst om Slatina nad Úpou. Omgivningarna runt Slatina nad Úpou är en mosaik av jordbruksmark och naturlig växtlighet.